# Interferencia de pentano
La interferencia del pentano o interacción syn-pentano es el impedimento estérico que experimentan los dos grupos metilo terminales en una de las conformaciones del n-pentano. Las conformaciones posibles son combinaciones de las conformaciones anti y gauche y son: anti-anti, anti-gauche+, gauche+-gauche+, y gauche+-gauche- de los cuales el último es especialmente desfavorable energéticamente. En macromoléculas tales como el polietileno, la interferencia de pentano sucede entre cada quinto átomo de carbono. En derivados de ciclohexano, este tipo de interacción es denominado la interacción diaxial 1,3. La interferencia de pentano ayuda a explicar la geometría molecular de muchos compuestos químicos.
Por ejemplo, en ciertos aductos aldólicos con grupos arilo 2,6-disustituidos, la geometría molecular tiene a los átomos de hidrógeno vecinales en una configuración antiperiplanar, tanto en la red cristalina (ver cristalografía de rayos X) y en solución prótica normalmente reservada para los grupos más voluminosos (ambos arenos):

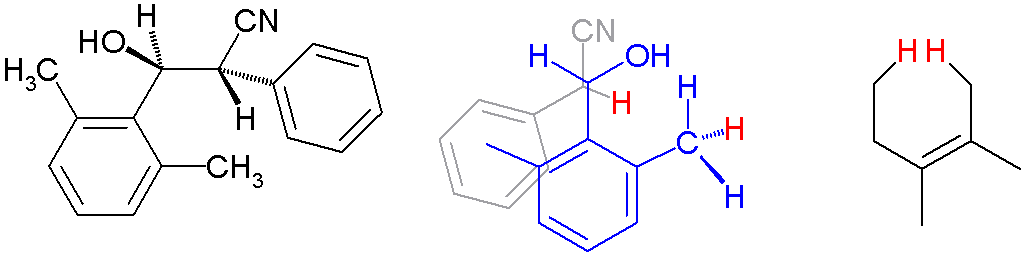
Efecto syn-pentano en aductos aldólicos.

El otro factor contribuyente que explica esta conformación es la reducción en la tensión alílica para minimizar el ángulo diedro entre el enlace doble del areno y el protón del grupo metino.